# Епархия Толидо

Герб епархии Толидо

Епархия Толидо (лат. Dioecesis Toletana in America) — епархия Римско-Католической церкви с центром в городе Толидо, США. Епархия Толидо входит в митрополию Цинциннати. Кафедральным собором епархии Толидо является собор Пресвятой Девы Марии Царицы Розария.

## История
15 апреля 1910 года Святой Престол учредил епархию Толидо, выделив её из епархии Кливленда.

## Ординарии епархии
- епископ Джозеф Шрембс[англ.] (11.08.1911 — 16.06.1921) — назначен епископом Кливленда
- епископ Сэмюэль Альфонс Стритч (10.08.1921 — 26.08.1930) — назначен архиепископом Милуоки
- епископ Карл Йозеф Альтер[англ.] (17.04.1931 — 14.06.1950) — назначен архиепископом Цинциннати
- епископ George John Rehring (16.06.1950 — 22.02.1967);
- епископ John Anthony Donovan (25.02.1967 — 29.07.1980);
- епископ James Robert Hoffman (16.12.1980 — 8.02.2003);
- епископ Леонард Пол Блэр[англ.] (07.10.2003 — 29.10.2013) — назначен архиепископом Хартфорда
- епископ Daniel Edward Thomas (с 26.08.2014).

## Источник
- Annuario Pontificio, Libreria Editrice Vaticana, Città del Vaticano, 2003, ISBN 88-209-7422-3